# Paz Balpreda
María Paz Padilla Balpreda (San Isidro, Buenos Aires, 6 de julio de 1985), conocida como Paz Balpreda, es una cantautora, poeta, actriz y docente argentina, pionera en el soul pop en español.Tras el lanzamiento de sus canciones Fuego Porteño y Elevados ha recibido el premio Best Latin Music Video del Europe Video Music Awards.

## Biografía
Desde muy joven mostró interés por la música. En sus inicios musicales en el jazz y repertorio popular, manifestando su admiración por Adriana Varela, Mercedes Sosa y Aretha Franklin. Durante 2012 graba el disco “Soul”, una obra soul pop que le permitió presentarse en escenarios profesionales. Durante presentó su disco solista acompañada de su banda en la conmemoración del N° 131 aniversario del Observatorio de la Facultad de Ciencias Astronómicas y Geofísicas de la Plata y compartió diferentes fechas con Gillespi, Vanesa Harbek y Javier Malosetti. En 2015 se presentó en el Planetario de La Plata para conmemorar La Noche Internacional de La Luna. En 2016 llamó la atención de la prensa y la describieron como una referente del soul y funk, tras presentar sus canciones en el Teatro Argentino de La Plata, editó su primer material en vivo titulado “Momento Posmo Live” y “Tiempos Live”. Iniciado 2017 realizó una gira por el Norte argentino, costa atlántica y Córdoba y en 2019 se presentó en el escenario principal del Festival Ciudad Emergente de Buenos Aires, Argentina.
En contexto de la pandemia de COVID-19 durante 2020, editó los singles “Como un loop”, “Vamos” y “Dejarse llevar” y el EP titulado “UP”, cuyo videoclip fue rodado a tres mil metros de altura en los valles calchaquíes. Durante el 2023 abrió La Noche de los Museos en La Usina del Arte, Ciudad Autónoma de Buenos Aires y en el 2024 se presentó en el Café Berlín de Buenos Aires. Paz Balpreda se ha presentado en distintos formatos, acústico, acompañada de una big band o en sets acompañada de bailarinas. Continua integrando line ups de diversos festivales.

## Primeros años y educación
Nació el 6 de julio de 1985 en la ciudad de San Isidro, Buenos Aires, Argentina. Comenzó a hacer música desde muy temprana edad, interesándose por géneros musicales como el soul, el jazz, el tango y el hip hop. Hija de Laura y Daniel y nieta de Carlos integrante de la orquesta típica de Tango “Típica de Genaro”. Su papá ha sido cantante de la banda de rock D'artagnan en los 80´, y ambas familias desarrollan diversas actividades artísticas y académicas que sentaron las bases de su carrera profesional. 
A los 16 años cantó en el programa de televisión Susana Giménez. Al terminar la escuela secundaria, estudió Música Popular y culminó la Licenciatura en Comunicación Social en La Plata, donde afianzó su gusto por la hibridación musical. En su etapa de estudiante hizo su banda de soul que siempre se presentó con el seudónimo Suena con Paz, y  más adelante, grabó un disco de versiones de las canciones de Charly García (2014), mientras estudiaba las carreras de música y comunicación en la Universidad Nacional de La Plata.

## Carrera musical

### 2001–2009: Comienzos
Comenzó a presentarse de forma profesional en 2001 con la participación en vivo en el programa de Susana Giménez, cantando en la sección “Nuevos Talentos”.  Mientras cursó sus estudios secundarios en un colegio de arte ubicado en Tigre, Buenos Aires, integró la banda de música de la escuela, e interpretó personajes como “Julieta” en Romeo y Julieta,  y “Carmen” de Bizet, entre otros.  
En 2002 grabó su primer demo en un estudio ubicado en el barrio de Chacarita, Ciudad Autónoma de Buenos Aires, donde incluyó covers en inglés de Norah Jones, Bill Withers, Etta James, Aretha Franklin y una canción propia llamada "En Libertad" que integraría diez años después su primer CD de estudio. Durante 2020 lanzó el videoclip UP, que le dio un reconocimiento nacional al ser emitido por el canal Quiero Música tv.

### 2012–2017: Soul
A comienzos de 2012 la artista grabó el disco Soul, en una edición limitada de CD y de forma independiente que ofrecía en las presentaciones en bares, pubs, y luego en teatros y salas de concierto. “Tiempos” es la canción que le permitió a la artista comunicar un espíritu soul y pop, con una impronta vocal propia. 

### 2014: Charly Groove
El verano de 2012 Paz Balpreda entró a estudio con las versiones de canciones de Charly García, y en 2014 publicó el disco llamado “Charly Groove” que llamó la atención de periodistas como Sergio Marchi y Víctor Hugo Morales y de la prensa nacional.

### 2017: Tiempos y Momento Posmo en vivo en el Teatro Argentino de La Plata
Tras lanzar su primer disco de estudio “Soul”, Paz Balpreda se presentó en el Teatro Argentino de La Plata en 2016 y editó en 2017 los singles “Tiempos Live” y “Momento posmo Live”. El material registra ese sonido clásico del soul y las influencias del funk que marcaron sus inicios musicales y que la llevaron a escenarios de relevancia nacional. Dicho concierto contó con los músicos Willy Crook y DJ Yabloko Moloko como invitados.

### 2020: UP
Balpreda el 28 de agosto de 2020, editó su primer EP titulado UP. Un trabajo que incluye los singles “I Feel You”, “Cheval Blanc”, “Tiempos RMX” y el sencillo homónimo “UP”. Integrado por canciones que entrelazan los idiomas y contrastan las nuevas estéticas del trap, el new hip hop, con el old school de la soulera.
El 17 de julio de 2020 lanzó el sencillo “Vamos” con una propuesta soul y urbana, en sintonía con los singles “Como un loop” editado en mayo de 2020 y “Dejarse llevar”, un R&B editado en junio de 2020.

## Poesía

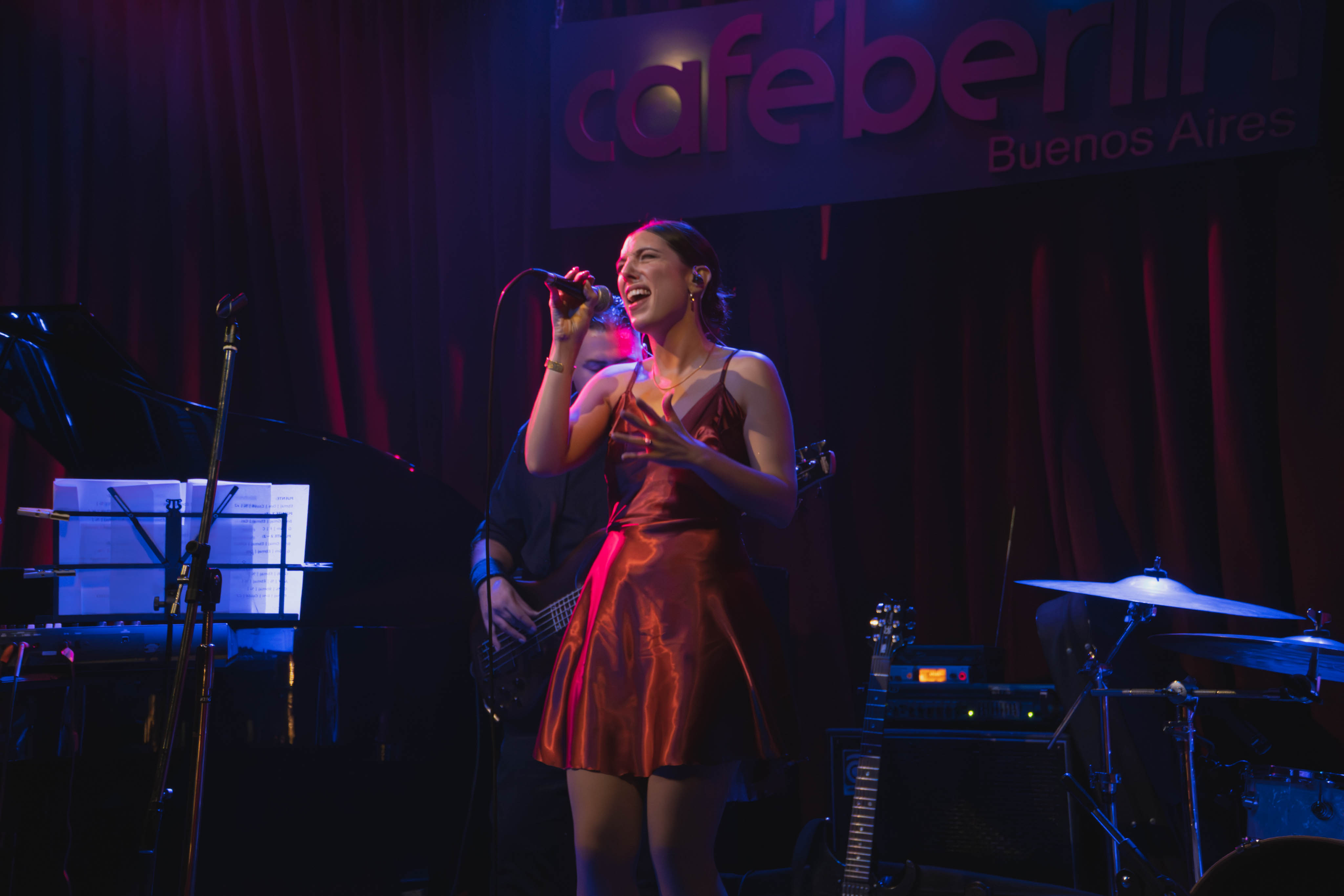
Paz Balpreda en vivo en el Café Berlín de Buenos Aires

Con influencias poéticas como las de Oliverio Girondo, Alejandra Pizarnik, también Antonio Porchia y John Keats, Paz Balpreda, escribió un libro de poemas y textos breves a los que titula: Los Instantes, los todos y los rupturismos, editado por Vuelta a Casa Editorial en 2012.
Este libro retoma la línea estética de las últimas vanguardias literarias, tanto de poesía con la irrupción del verso libre, como de la llamada escritura vertical y la influencia del nuevo periodismo, donde entrelaza los binomios de literatura y sociedad.

### Publicaciones
- En 2009, La materia sonora: sonido puro como materia prima del comunicador, en la revista Cuadernos de H Ideas, vol. 3, no. 3 ISSN 2313-9048  2313-9048[20]

- 2012, Los Instantes, los todos y los rupturismos. Editorial: Vuelta a Casa. ISBN  978-987-28110-4-4[21]

- 2014, La ciencia de narrar mundos de ficción, Revista Questión, vol. 1, no. 41. Facultad de Periodismo y Comunicación Social. ISSN 1669-6581, págs. 298-302[22]

## Discografía

### Álbumes de estudio
- 2017: Soul
- 2014: Charly Groove

### Álbumes colaborativos
- 2018: Made In (con Yabloko Moloko)
- 2018: Luvage (con Yabloko Moloko)

### EP
- 2020: UP[23]

### Sencillos
- 2017: Momento Posmo Live
- 2017: Tiempos Live
- 2020: Como un loop
- 2020: Vamos
- 2020: Dejarse llevar[24]
- 2021: Dámelo
- 2021: Mentira
- 2022: Fuego Porteño[25]
- 2022: Cara
- 2023: Vos
- 2024: Imán
- 2024: Elevados[26]

## Giras
- Soul (2016-2018)[27][28]

## Premios
- Premio “Almafuerte” a la obra poética “Anegados”, 31 de agosto de 2011.[29]
- Beca del Instituto Nacional de la Música de duplicación de la obra en vinilo long play, febrero de 2018.
- Porteño Fire, Best South American Music Video, Prague Music Video Awards.
- Porteño Fire, Best Latin Music Video, Europe Music Video Awards.
- Elevados, Best Latin Music Video, Europe Music Video Awards.